# Anas al-Abdah
Anas al-Abdah or Anas Al-Adbah (árabe: أنس العبدة; Damasco, 1967) é um político sírio que serviu como presidente da Coalizão Nacional Síria da Oposição e das Forças Revolucionárias de 2019 a 2021.
O Governo Interino Sírio é formado pela Oposição Síria e pela Coalizão Nacional Síria da Oposição e das Forças Revolucionárias, ao qual Anas foi Presidente de março de 2016 a maio de 2017.
Anas nasceu no subúrbio de Damasco. Graduou-se em Geologia na Universidade Yarmouk na Jordânia e tem mestrado em Geofísica pela Universidade de Newcastle na Inglaterra.